# HD 60060
HD 60060，又名CP-52 1198，SAO 235239、HR 2884，是一颗恒星，视星等为5.87，位于銀經264.5，銀緯-15.79，其B1900.0坐标为赤經7h 27m 34.1s，赤緯-52° -15.79′ 32″。